# ادواردو زاردینی (دوچرخه‌سوار)
ادواردو زاردینی (ایتالیایی: Edoardo Zardini؛ زادهٔ ۲ نوامبر ۱۹۸۹) دوچرخه‌سوار اهل ایتالیا است.

## باشگاهی
از باشگاه‌هایی که در آن رکاب زده‌است می‌توان به باردیانی–سی‌اس‌اف و ویلیر تریستینا–سله ایتالیا اشاره کرد.